# Az Oregon Ducks amerikaifutball-csapata

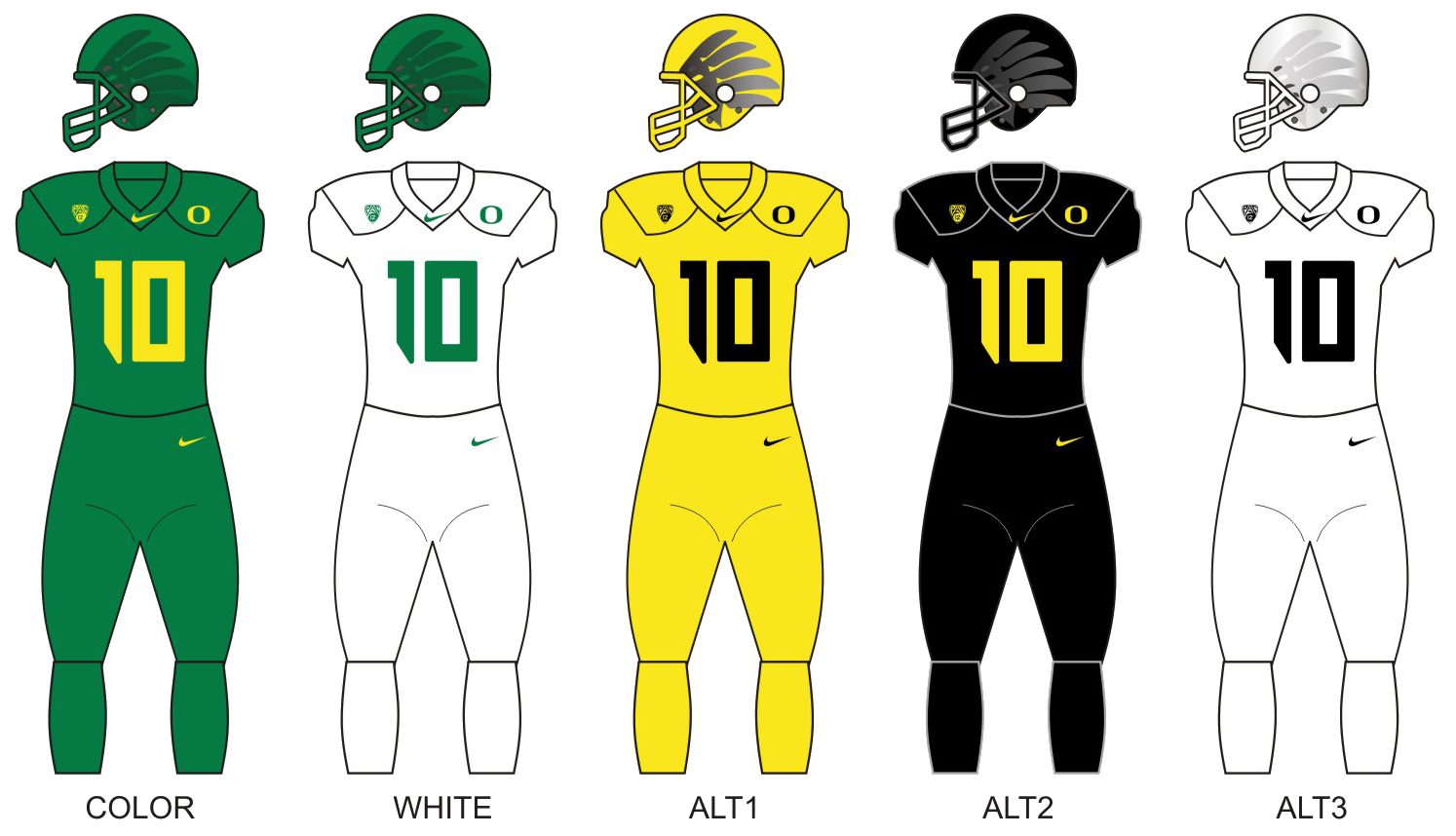
Mezek

Az Oregon Ducks amerikaifutball-csapata a Pac-12 Conference tagjaként az National Collegiate Athletic Association I-es divíziójának Football Bowl aldivíziójában képviseli az Oregoni Egyetemet. 2024 augusztusától a Big Ten Conference tagja.
Első csapatuk 1894-ben állt fel. Hazai létesítményük az 54 ezer fő befogadóképességű Autzen Stadion.

## Története

### Kezdetek

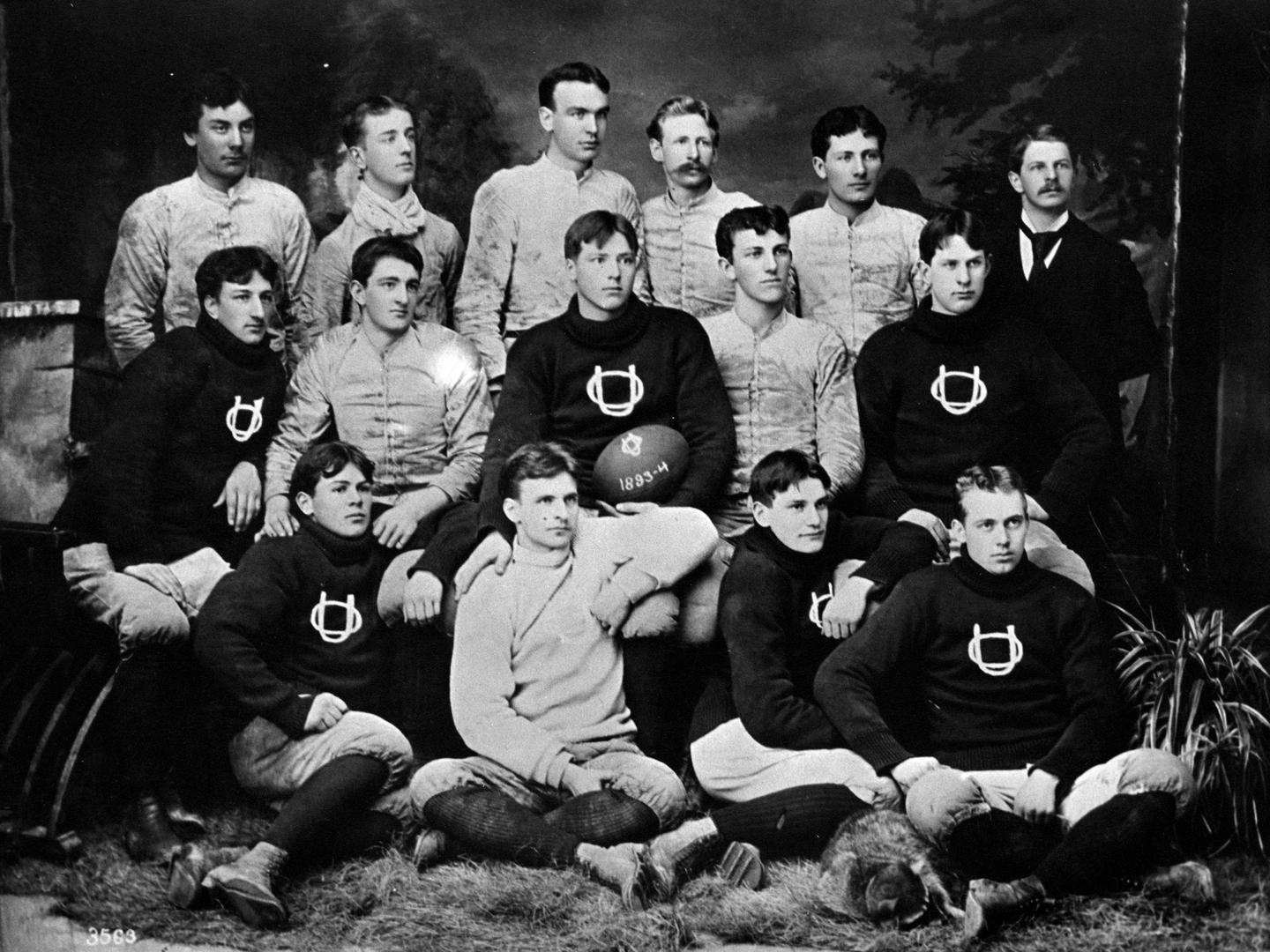
Az 1894-es csapat

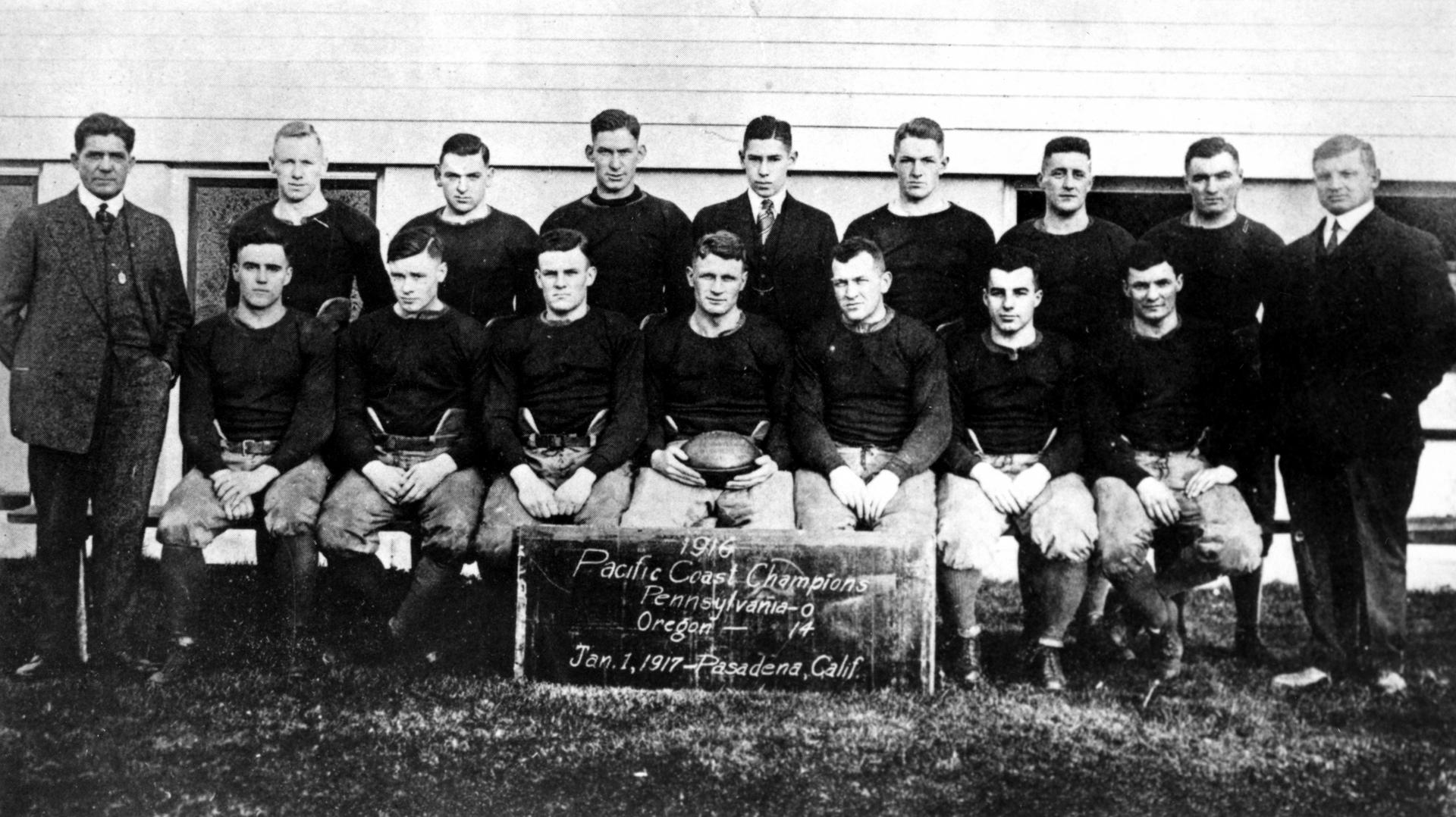
Az 1916-os csapat

A csapat első mérkőzését 1894. március 24-én játszotta, amikor Cal Young vezetőedző alatt legyőzték az Albanyi Főiskola csapatát. Young az első mérkőzést követően távozott, utódja a szezon hátralévő részére J. A. Young lett. Az első szezont további egy vereséggel és két döntetlennel, a másodikat Percy Benson alatt négy győzelemmel és vereség nélkül zárták. Első államon kívüli meccsüket 1899-ben játszották a California Golden Bears ellen, majd 1910-ben 115–0-ra legyőzték a Puget Sound-i Egyetem csapatát.
A huszadik század elején tizenkilenc szezon alatt tizenhat edzőjük volt, míg az 1906-os szezont 5–0–1-gyel záró Hugo Bezdek 1913-ban visszatért az Arkansasi Egyetemről és 1917-ig maaradt a csapat vezetőedzője. Bezdek a Pittsburgh Pirates toborzója is volt. Az 1916-os szezonban hét győzelmük és egy döntetlenjük volt; a szezon első mérkőzésén nyertek a Willamette Bearcats ellen, majd a Washington Huskies ellen döntetlent játszottak. Két mérkőzésen a szabályoknak nem megfelelő játékosokat küldtek pályára, ezért a Huskies lett a konferenciabajnok, viszont kijutottak az 1917-es Rose Bowlra, mivel Eugene-ből olcsóbb volt Los Angelesbe utazni, mint Seattle-ből. Első bowlgyőzelmükön 14–0-ra nyertek az addig veretlen Penn Quakers ellen. 1918-ban Bezdek a Pittsburgh Pirates vezérigazgatója lett, utódja Charles A. Huntington, az 1917-es bowl egyik legjobbja.
Sportlétesítményük 1967-ig a Hayward Sportpálya lett. 1919-ben a Huskiesszal döntetlent játszottak, majd a holtverseny miatt rendezett mérkőzést 24–13-ra megnyerték. Az 1920-as Rose Bowlon a Harvard Crimson ellen 7–6-ra kikaptak, és legközelebb csak az 1948-as Cotton Bowlra jutottak ki. Az 1920-as évek végén és az 1930-as évek elején a keleti edzők nyugatra csábításával próbáltak országosan elismert csapatot felállítani. 1926-ban John „Cap” McEwan (Army Black Knights), 1930-ban pedig Clarence „Doc” Spears (Minnesota Golden Gophers) lett a vezetőedző; mindketten közepes sikereket értek el. McEwan a szerződésével kapcsolatos vita miatt távozott, az öt évre szerződött Spears pedig két szezon után visszatért Wisconsinbe. 1932-ben Prince G. „Prink” Callison lett a vezetőedző, aki alatt a csapat 1933-ban 9–1-es eredménnyel a konferencia társbajnoka lett, mindössze a USC Trojans ellen kaptak ki (2001-ig ez volt a legjobb eredmény). 1937-ben Callison visszavonult, utódja az arizonai Gerald „Tex” Oliver lett. Oliver a második világháború tengerésztisztje lett, ezért 1942-ben helyét ideiglenesen John A. Warren vette át. A szezon 2–6-os eredményét követően a háború idejére a mérkőzéseket felfüggesztették. Oliver a háború után visszatért, első szezonjában a csapat 23–28–3-as eredményt ért el. A Texas Longhorns ellen a Pearl Harbor elleni japán támadás előtti napon 71–7-re vesztettek; ez a legtöbb pont és a második legmagasabb különbség, amivel oregoni csapat kikapott. 1945-ben kétszer vesztettek az Oregon State Beavers ellen, majd 1946-ban Oliver a vezetőség irányából érkező támogatás hiánya miatt lemondott.
Utódja a nevadai Jim Aiken lett, aki a háborús veteránokból (például Brad Ecklund, Jake Leichtés Norm Van Brocklin) felállított csapattal azonnal sikereket ért el. Első szezonja végén 9–1-gyel a California Golden Bearsszel döntetlenre álltak; titkos szavazást követően az utóbbi csapatot küldték az 1949-es Rose Bowlra. A konferencia szokásaitól eltérően a Ducks játszhatott a Cotton Bowlon. Aiken a fiatalabb játékosokkal nem volt sikeres, 1950-ben 1–9-es eredményükkel az egyik legrosszabb csapat voltak. Aiken szabályszegési vádak miatt 1951 elején lemondott.

### Len Casanova-éra
Az Oregon Ducks minden mai sikerét Len Casanovának köszönhetjük. Több mint ötven éven át ő volt a csapat pillére, ereje és inspirációja.

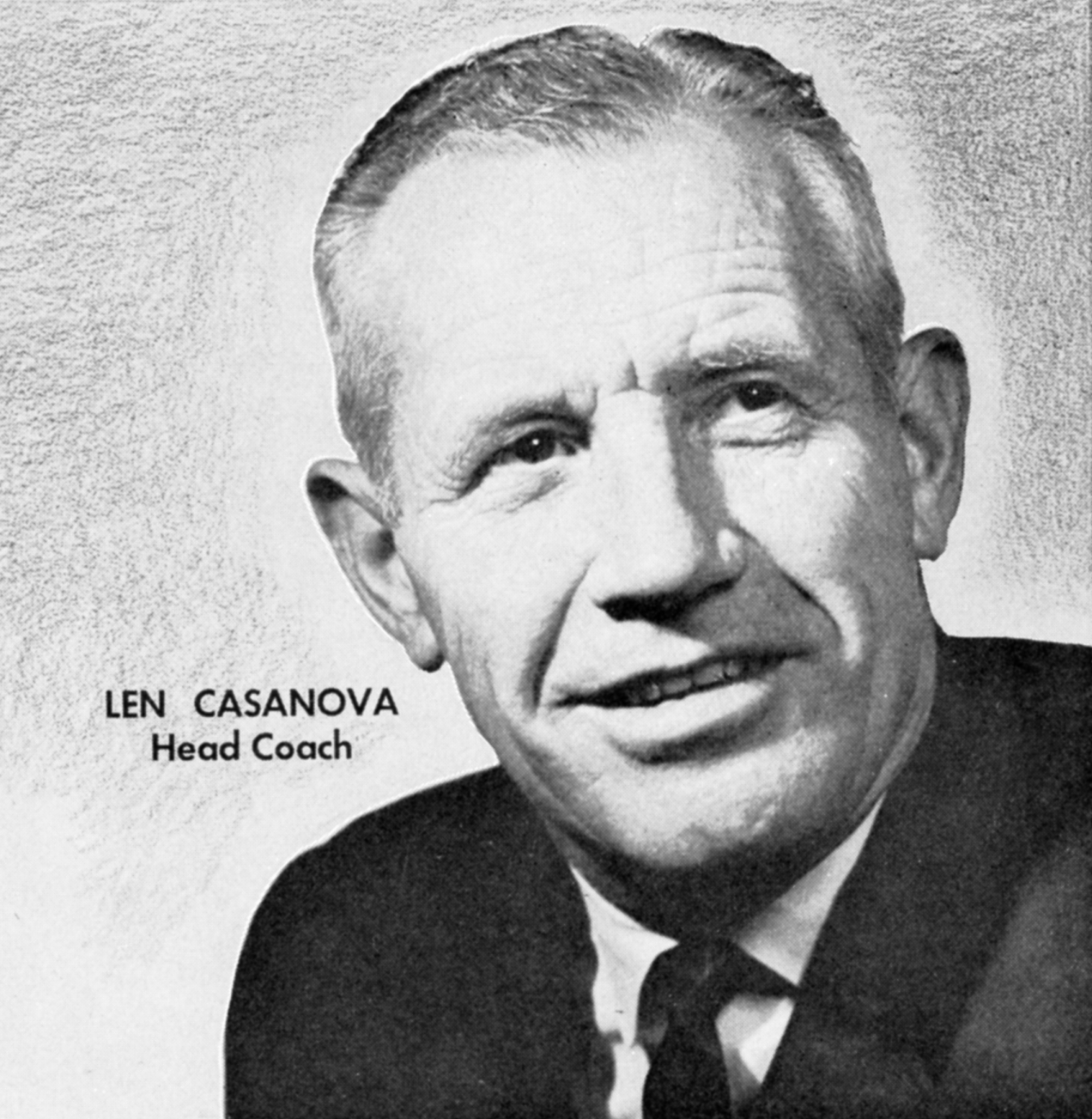
Len Casanova 1962-ben

Aiken utódja a Pittsburgh Pantherstől érkező Len Casanova lett, aki gyökeresen átalakította a csapatot, és 1954-re sikereket ért el. Az első, televízióban közvetített egyetemi amerikaifutball-mérkőzésen a Nebraska Cornhuskerst 20–12-re legyőzték.
1957-ben a Beaversszel döntetlenre álltak, de a konferencia ismétlést tiltó szabályai miatt ők jutottak ki az 1958-as Rose Bowlra, ahol az Ohio State Buckeyesszal szemben 10–7-re kikaptak. Braven Dyer, a Los Angeles Times újságírója szerint morálisan a Ducks nyert, és „a nap végére nem sok szurkoló ismerte el, hogy a jobb csapat győzött”. Vincent X. Flaherty, a San Francisco Examiner munkatársa szerint Casanova alatt a csapat „látványos finomsággal” játszott.
Casanova alatt a csapat az 1960-as Liberty Bowlra és az 1963-as Sun Bowlra is kijutott, majd 1967 januárjában Leo Harris utódjaként az egyetem atlétikai igazgatója lett. Mel Renfro és Dave Wilcox, a Pro Football Hall of Fame későbbi tagjai az ő játékosai voltak, valamint több társedzője (például George Seifert, John McKay és John Robinson) később vezetőedzők lettek. 82–73–8-as összesített eredménye az addigi legjobb volt. A testnevelési tanszék épülete az ő nevét viseli.

### Jerry Frei-éra
Casanova utódja 1967-ben, a csapat Autzen Stadionba költözésének idején Jerry Frei támadóedző lett. Ugyan edzősége alatt a csapat vereséggel zárt, több játékosát is beválogatták a Pro Football Hall of Fame-be. 1970-ben 41–40-re legyőzték a UCLA Bruinst, 1971-ben pedig kikaptak az Oregon State Beaverstől, ekkor többen követelték a társedzők cseréjét. Frei 1972. január 19-én az egyetem szponzoraival és főleg Norv Ritchey atlétikai igazgatóval való nézeteltérései miatt lemondott. Ezt követően a The Register-Guardban számos Freit támogató olvasói levelet közöltek.

### Dick Enright-éra
Frei utódját keresve több más vezetőedző neve is felmerült, végül Dick Enright támadóedzőt választották. Ő volt a legkevésbé tapasztalt jelölt; 1970-ig középiskolai edző volt, és képtelen volt a csapatfegyelem kialakítására. Ismertté vált, ahogy Dan Foutsból quarterbacket akart nevelni. Miután a médiában panaszkodott a szerinte nem megfelelő körülményekről, az 1973-as szezont követően kirúgták.

### Don Read-éra
Enright utódja Don Read hátvédedző lett. Vezetőedzőként képtelen volt versenyképes csapatot felállítani, és három év alatt egymásután tizennégyszer kaptak ki az Oregon State Beavers ellen, 1974-ben pedig a Washington Huskies ellen 66–0-s vereséget szenvedtek. Az 1975-ös mérkőzést követően William Boyd rektor azt nyilatkozta, hogy „inkább elviselné, hogy köztéren megbotozzák, minthogy még egy ilyen mérkőzést végig kelljen ülnie”. Readet az 1976-os szezont követően, egy évvel szerződése lejárta előtt elbocsátották. Pályafutása alatt a csapat csak egyszer, 1976-ban nyert, konferenciaeredményük 3–18 volt.
John Caine atlétikai igazgató szerint a kirúgás pénzügyi döntés volt, ugyanis a csapat gyenge játéka miatt a jegyeladások nem növekedtek, az adományok pedig elakadtak. Úgy döntöttek, hogy a korábbi hagyományokkal ellentétben nem az egyetemi személyzet tagjai közül választanak edzőt, hanem külsőst vesznek fel. Azt is nyilatkozta, hogy más egyetemeken az amerikaifutball-csapat finanszírozza a többi sportot, azonban az Oregoni Egyetemen ez fordítva van.

### Rich Brooks-éra
Caine azt mondta, nem engedhetik meg maguknak, hogy az új edzőnek évi 35 ezer dollárnál magasabb fizetést adjanak, de százezer dollárt elkülönítettek a toborzásra. Két hét alatt találtak új edzőt; miután Bill Walsh és Jim Mora visszautasították az ajánlatot, a UCLA Bruins társedzőjét, Rich Brookst vették fel.
Brooks első hat évéből négyben kétszer nyertek. 1980-ban a források és a telefon-előfizetések nem megfelelő felhasználását érintő vádak, valamint a játékosok elleni szexuális erőszakkal kapcsolatos eljárások miatt Brooks benyújtotta a lemondását, amit a rektor elutasított. A vádak miatt a csapatot 1980-ban a konferencia, 1982-ben pedig az NCAA is felfüggesztette. Több középszerű mérkőzés (köztük a Toliet Bowl néven elhíresült döntetlen) után 1989-ben 8–4-es eredményt értek el, ezzel kijutottak az 1989-es Independence Bowlra.
Utolsó évében a csapat 9–3-as eredménnyel konferenciabajnok lett, és kijutott a Rose Bowlra. A szezon legjelentősebb eseménye a Washington Huskies elleni mérkőzés „The Pick” pillanata volt, amikor Kenny Wheaton touchdownjával megnyerték a játékot. A jelenetet minden mérkőzés előtt lejátsszák. Az 1995-ös Rose Bowlon a Penn State Nittany Lions ellen 38–20-ra kikaptak.
1994-ben Brooks bejelentette, hogy a St. Louis Rams vezetőedzője lesz. Ugyan edzősége alatt Len Casanovánál alacsonyabb arányban szerzett a csapat győzelmet, 91 nyertes mérkőzése a legmagasabb szám. Az Autzen Stadion pályája az ő nevét viseli.

### Mike Bellotti-éra
Brooks 1995-ös távozását követően utódja Mike Bellotti támadóedző lett, aki szinte azonnal sikereket ért el; a korábban jónak tekintett szezonokat már csak középszerűként tartották számon. Első szezonjában a csapat 9–3-as eredménnyel zárt és kijutott a Cotton Bowl Classicre. 14 szezonja alatt a Ducks 12 bowlmérkőzésen vett részt, és csak egyszer, 2004-ben kapott ki.
A 2000-es szezonban kijutottak a Holiday Bowlra, ahol a Texas Longhornst 35–20-ra legyőzték.
2001-ben Joey Harrington quarterback, a Heisman-trófea jelöltje volt a csapat legjobb játékosa; a mérkőzések többségén csak egy pont volt a különbség, ezért Harringtont „Captain Comebacknek” becézték. Egyetlen vereségüket a Stanford Cardinal ellen szenvedték el.
A 2001-es szezon végi rangsorok miatt a Ducks nem vehetett részt az országos bajnokságon. A különféle rangsorok eltérése miatt a Bowl Championship Series algoritmusát módosították; eszerint a Ducks részt vehetett volna a 2001-es bajnokságon. Ehelyett a 2002-es Fiesta Bowlon vehettek részt, ahol a Colorado Buffaloest 38–16-ra legyőzték. A Ducks az Associated Press és a Coaches Poll rangsoraiban a második helyre került. A 2001-es szezont követően Jeff Tedford támadóedző utódja Andy Ludwig lett. A 2003-as szezon legjelentősebb eseménye a Michigan Wolverines elleni győzelem volt.
A rossz 2004-es szezont követően Ludwig távozott, utódja a BYU Cougars elbocsátott vezetőedzője, Gary Crowton lett. A 2005-ös szezonban jelentősen javultak, eredményük 10–1 volt. A 2006-os Las Vegas Bowlon a BYU Cougars ellen 8–38-as vereséget szenvedtek.
Crowton a 2006-os szezont követően felmondott, utódja 2007 februárjában Chip Kelly lett. 2007-ben a csapat eredménye 8–1 volt, a Sun Bowlon a South Florida Bullst 56–21-re legyőzték. Az időszak legjobb tackle-je Geoff Schwartz volt.
A 2008-as szezonban Kelly támadótaktikájának vezetője Jeremiah Masoli volt, aki a nyitómérkőzésen lesérült Justin Ropert cserélte; a Huskies elleni mérkőzést 44–10-re megnyerték. Az Oregon State Beavers elleni 2008-as győzelemmel kijutottak a Holiday Bowlra, ahol az Oklahoma State Cowboyst legyőzve a tíz legjobb csapat közé kerültek. 2009 márciusában Bellotti a Ducks atlétikai igazgatója, a csapat vezetőedzője pedig Chip Kelly lett. Bellotti pályafutását 116 győzelemmel és 67,8%-os győzelmi aránnyal zárta.

### Chip Kelly-éra

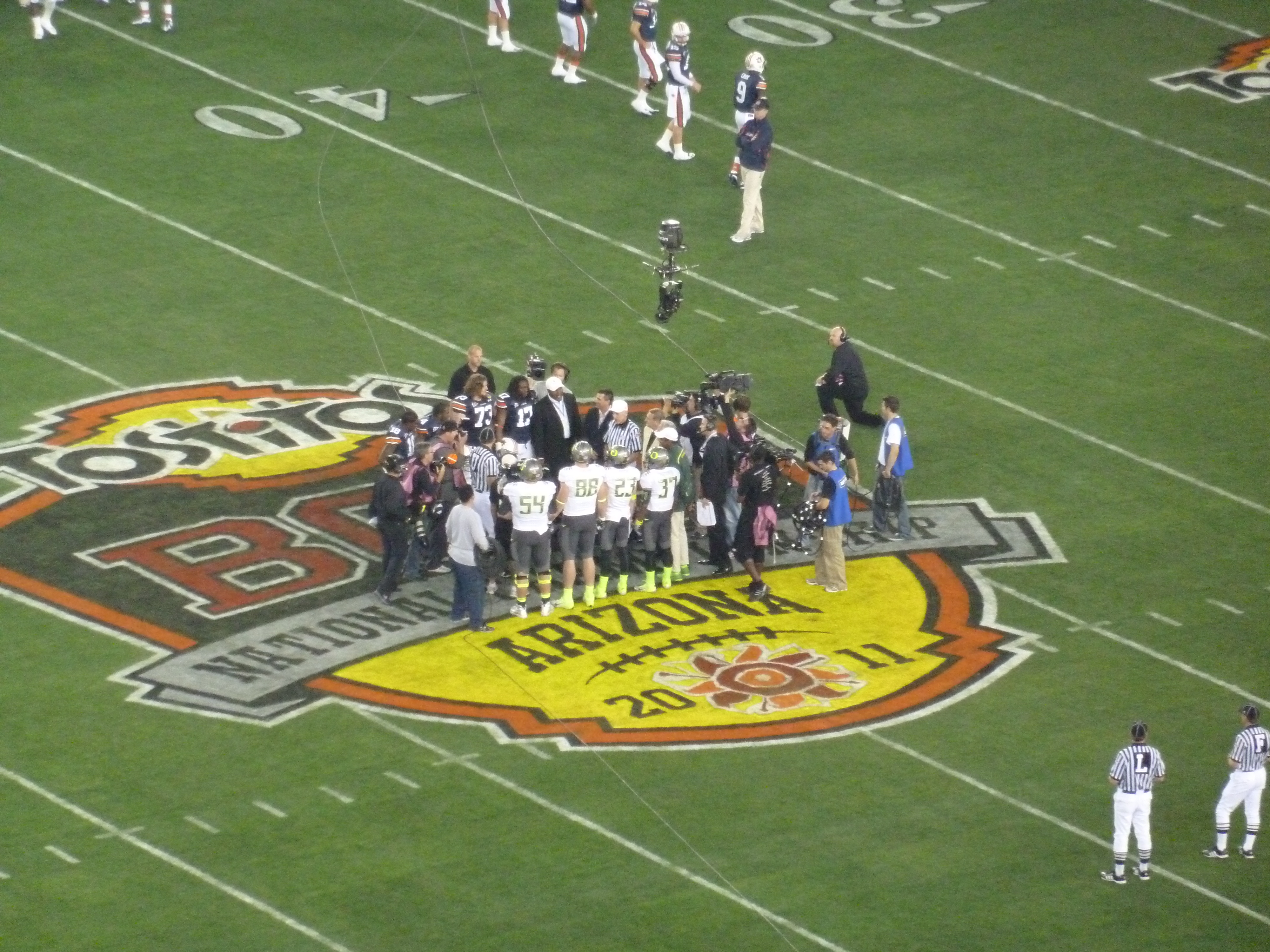
Az Auburn Tigers elleni 2012-es bowlmérkőzés

Chip Kelly első mérkőzésén a csapat a Boise State Broncos ellen 11 ponttal kikapott. Az ESPN élőben közvetítette, ahogy LeGarrette Blount running back Byron Houtot annak provokációjára válaszul pofon üti. Ezt követően először csak pár pontos győzelmeik voltak, majd az egyik konferenciaszezonbeli játékon a California Golden Bears ellen 42–3-ra nyertek. A 2010-es Rose Bowlon kikaptak az Ohio State Buckeyes ellen. LaMichael James bűnösnek vallotta magát exbarátnője zaklatásában, és a 2010-es szezon első mérkőzésére, Jeremiah Masolit viszont a teljes szezonra felfüggesztették, mert többször lopott a diákszövetségi épületekből. Június 7-én tárgyalásra idézték marihuánabirtoklás, lejárt jogosítvánnyal vezetés és egy STOP-tábla figyelmen kívül hagyásáért. Chip Kelly válaszul kirúgta.
2010. október 7-én a csapat történetében először az Associated Press és a Coaches Poll rangsorában is első helyre került. 9–0-s konferenciaeredményükkel ők voltak a konferencia egyetlen csapata, amely minden ellenfelét legyőzte. 2011-ben a Bowl Championship Series bajnokságán kikaptak az Arizona Wildcats ellen. LaMichael James a legjobb egyetemi running backként megkapta a Doak Walker-díjat, a Paul Hornung-díjat, valamint az All-America elismerést is.
2011-ben a Pac-12 új North divízióját megnyerték, és a konferenciabajnokság nyitómérkőzésén legyőzték a UCLA Bruinst. 1959 óta ők a második csapat, amely megnyerte minden Pac-12-beli mérkőzését. LaMichael James a konferencia labdabirtoklási toplistájának élére került. Jackson Rice puntert jelölték a Ray Guy-díjra. A Rose Bowl 2012. január 2-ai mérkőzésén 45–38-cal legyőzték a Wisconsin Badgerst.
2012. november 12-én újra az AP rangsorának élére kerültek; később kikaptak a Stanford Cardinal ellen. A 2013-as Fiesta Bowlon 35–17-re nyertek a Kansas State Wildcats ellen, ezzel ők lettek az egyetlen csapat, amely négy Bowl Championship Series-mérkőzésen is részt vett. Kenjon Barner running backet jelölték a Doak Walker-díjra és megkapta az All-America elismerést. A 2012-es szezon végén Chip Kelly több egyetemről is kapott ajánlatot, amelyeket először visszautasított, de néhány hét múlva a Philadelphia Eagles vezetőedzője lett.

### Mark Helfrich-éra

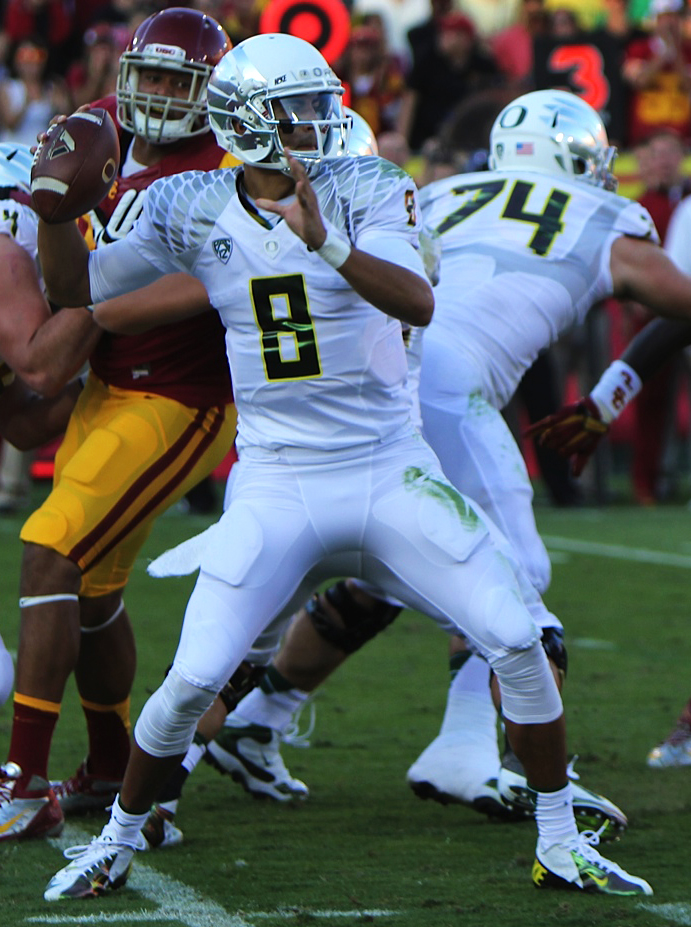
Marcus Mariota a USC Trojans elleni mérkőzésen

Kelly lemondása után utódja Mark Helfrich támadókoordinátor lett. A Kelly alatti toborzási módszerekért a csapat három év NCAA-eltiltást kapott, az ösztöndíjakat pedig csökkentették.
2013-ban, Helfrich első szezonjában Marcus Mariotát jelölték a Helfrich-trófeára. Három héten belül kétszer is kikaptak, majd 36–35-re nyertek az Oregon State Beavers ellen, így kijutottak a 2013-as Alamo Bowlra, ahol 30–7-re legyőzték a Texas Longhornst. 2014-ben eredményük 8–1 volt. Marcus Mariota elnyerte az All-America elismerést, a Maxwell-, Davey O’Brien- és Walter Camp-díjakat, valamint a Heisman-trófeát is; utóbbit a díj történetében a valaha volt második legnagyobb pontaránnyal. A 2015-ös Rose Bowlon 59–20-ra legyőzték a Florida State Seminolest. A College Football Playoff bajnokságán 42–20-ra kikaptak az Ohio State Buckeyestól; a 2014-es szezont 13–2-es eredménnyel zárták, az AP rangsorában a második helyre kerültek.
A 2015-ös előszezon minden rangsorában az első tízben voltak. Marcus Mariota NFL-be lépését követően a csapat quarterbackje a Kelet-washingtoni Egyetemről átiratkozó Vernon Adams lett, aki az első – a korábbi csapata ellen játszott – mérkőzésen megsérült, és a következő öt mérkőzésen nem vett részt vagy rosszul játszott. A 2016-os Alamo Bowlon Adams sérülése miatt végül 47–41-re kikaptak a TCU Horned Frogs ellen. A 2015-ös szezonban játékonként átlagosan 37,5 ponttal kaptak ki; ez a csapat történetének legrosszabb eredménye.
A szezont követően Don Pellum védőkoordinátor újra pozíciós edző lett, 2016. január 16-án utódja Brady Hoke korábbi vezetőedző lett. A 2016-os szezonban a csapat több vereséget is szenvedett (például a Washington Huskies ellen 70–21-gyel), ezért november 29-én Helfrichet kirúgták.

### Willie Tagart-éra
Helfrich elbocsátását követően 2016. december 7-én utódja Willie Tagart, a South Florida Bulls vezetőedzője lett. 2017. január 17-én Irele Oderinde erőnléti edzőt egy hónapra felfüggesztették, mert az edzéseken három játékos megsérült. 2017. január 23-án bejelentették, hogy ittas vezetés miatt David Reaves támadóedzőt kevesebb mint egy héttel felvétele után kirúgják. Taggart 2017. december 5-én bejelentette távozását.

### Mario Cristobal-éra
2017. december 8-án Mario Cristobal lett a csapat vezetőedzője; 2018. február 20-án Alex Mirabalt nevezte ki támadóedzőnek. A 2018-as szezon előtt játszottak volna a Texas A&M Aggiesszel, de utóbbi csapat a meghívásból kihátrált. Cristobal első szezonját három győzelemmel kezdték, 2018. szeptember 18-án pedig az Associated Press legjobb 25 és a Coaches Poll legjobb 19 csapata közé kerültek. Szeptember 22-én kikaptak a Stanford Cardinaltől, három héttel később viszont legyőzték a Washington Huskiest. A 2018-as Redbox Bowlon 7–6-ra nyertek a Michigan State Spartans ellen.
A 2019-es szezon elején az Advocare Classicen az Auburn Tigerstől 27–21-re kikaptak, de végül megnyerték a bajnokságot és kijutottak a 2020-as Rose Bowlra. A 2020-as szezon a Covid19-pandémia miatt lerövidült, 2021-ben viszont kijutottak a Fiesta Bowlra. 2021. december 6-án Cristobal bejelentette távozását, ezzel egyidőben Joe Moorhead támadóedző is felmondott.

### Dan Lanning-éra
2021. december 1-jén Cristobal utódja a Georgiából érkező Dan Lanning védőkoordinátor lett. Ugyan vezetőedzőként nem volt tapasztalata, de védőedzőként több játékosa is sikereket ért el. A Ducks a 2022-es Holiday Bowlon a North Carolina Tar Heelst 28–27-re legyőzte.

## Konferenciatagságok
- Oregon Intercollegiate Football Association (1894–95)
- Független (1896–1901, 1903–07, 1909–11, 1959–63)
- Northwest Intercollegiate Athletic Association (1902, 1908, 1912–15)
- Pacific Coast Conference (1916–58)
- Pac-12 Conference (1964–2023)
- Big Ten Conference (2024. augusztus 2.–)[3]

## Bajnokságok

### Konferencia
| Szezon        | Konferencia                                 | Vezetőedző            | Eredmény    | Eredmény    |
| Szezon        | Konferencia                                 | Vezetőedző            | Konferencia | Összesített |
| ------------- | ------------------------------------------- | --------------------- | ----------- | ----------- |
| 1895          | Oregon Intercollegiate Football Association | Percy Benson          | 4–0         | 4–0         |
| 1919†         | Pacific Coast Conference                    | Charles A. Huntington | 2–1         | 5–1–3       |
| 1933†         | Pacific Coast Conference                    | Prink Callison        | 4–1         | 9–1         |
| 1948†         | Pacific Coast Conference                    | Jim Aiken             | 7–0         | 9–2         |
| 1957†         | Pacific Coast Conference                    | Len Casanova          | 6–2         | 7–4         |
| 1994          | Pacific-10 Conference                       | Rich Brooks           | 7–1         | 9–4         |
| 2000†         | Pacific-10 Conference                       | Mike Bellotti         | 7–1         | 10–2        |
| 2001          | Pacific-10 Conference                       | Mike Bellotti         | 7–1         | 11–1        |
| 2009          | Pacific-10 Conference                       | Chip Kelly            | 8–1         | 10–3        |
| 2010          | Pacific-10 Conference                       | Chip Kelly            | 9–0         | 12–1        |
| 2011          | Pac-12 Conference                           | Chip Kelly            | 8–1         | 12–2        |
| 2014          | Pac-12 Conference                           | Mark Helfrich         | 8–1         | 13–2        |
| 2019          | Pac-12 Conference                           | Mario Cristobal       | 8–1         | 12–2        |
| 2020          | Pac-12 Conference                           | Mario Cristobal       | 3–2         | 4–3         |
| †: társbajnok |                                             |                       |             |             |

### Divízió
2011-ben a Pacific-10 tizenkét tagra bővült, így a konferenciát Pac-12-re nevezték át. A Pac-12 Football Championship Game mérkőzésein 2021-ig az egyes divíziók nyertesei játszottak, majd 2022-ben bejelentették a divíziók felszámolását. A North divízió 2020-as bajnokságáról a Washington Huskies a túl kevés játékosa miatt visszalépett, így azt a második Ducks nyerte.
| Szezon        | Edző            | Eredmény    | Eredmény    | Bajnokság                                       | Bajnokság                                       |
| Szezon        | Edző            | Konferencia | Összesített | Ellenfél                                        | Végeredmény                                     |
| ------------- | --------------- | ----------- | ----------- | ----------------------------------------------- | ----------------------------------------------- |
| 2011†         | Chip Kelly      | 8–1         | 12–2        | UCLA Bruins                                     | 49–31                                           |
| 2012†         | Chip Kelly      | 8–1         | 12–1        | Holtverseny; kikaptak a Stanford Cardinal ellen | Holtverseny; kikaptak a Stanford Cardinal ellen |
| 2013†         | Mark Helfrich   | 7–2         | 12–2        | Holtverseny; kikaptak a Stanford Cardinal ellen | Holtverseny; kikaptak a Stanford Cardinal ellen |
| 2014          | Mark Helfrich   | 8–1         | 13–2        | Arizona Wildcats                                | 51–13                                           |
| 2019          | Mario Cristobal | 8–1         | 12–2        | Utah Utes                                       | 37–15                                           |
| 2020          | Mario Cristobal | 3–2         | 4–3         | USC Trojans                                     | 31–24                                           |
| 2021          | Mario Cristobal | 7–2         | 10–3        | Utah Utes                                       | 10–38                                           |
| †: társbajnok |                 |             |             |                                                 |                                                 |

## Díjak és kitüntetések

### Országos elismerések

#### Edzők
Paul „Bear” Bryant-díj
- Rich Brooks (1994)

Home Depot Év edzője
- Rich Brooks (1994)

Eddie Robinson Év edzője
- Rich Brooks (1994)
- Chip Kelly (2010)

Sporting News Év edzője
- Rich Brooks (1994)
- Chip Kelly (2010)

AFCA Év edzője
- Chip Kelly (2010)

AP Év edzője
- Chip Kelly (2010)

#### Játékosok
Doak Walker-díj
- LaMichael James (2010)

Jim Brown-díj
- LaMichael James (2010)

Heisman-trófea
- Marcus Mariota (2014)

Manning-díj
- Marcus Mariota (2014)

Walter-camp-díj
- Marcus Mariota (2014)

Davey O’Brien-díj
- Marcus Mariota (2014)

AP Év egyetemi amerikaifutball-játékosa
- Marcus Mariota (2014)

Johnny Unitas aranykar-díj
- Marcus Mariota (2014)

Chic Harley-díj
- Marcus Mariota (2014)

Év polinéziai egyetemi amerikaifutball-játékosa
- Marcus Mariota (2014)
- Penei Sewell (2019, megosztva)

ESPY-díj a legjobb egyetemi férfisportolónak
- Marcus Mariota (2015)

Lombardi-díj
- Ugo Amadi (2018)

William V. Campbell-trófea
- Justin Herbert (2019)
- Bo Nix (2023)

Outland-trófea
- Penei Sewell (2019)

Orange Bowl bátorságdíj
- Cam McCormick (2022)

Rimington-trófea
- Jackson Powers-Johnson (2023)

### Konferenciakitüntetések
Pac-12 Év támadójátékosa
- Akili Smith (1998, megosztva)
- Joey Harrington (2001)
- Dennis Dixon (2007)
- Marcus Mariota (2014)
- Bo Nix (2023)

Pac-12 Év védője
- Haloti Ngata (2005)
- DeForest Buckner (2015)

Pac-12 Év új játékosa
- Jairus Byrd (2006, megosztva)
- LaMichael James (2009)
- De’Anthony Thomas (2011, megosztva)
- Marcus Mariota (2011)
- Royce Freeman (2014)
- Kayvon Thibodeaux (2019)

Pac-12 Év edzője
- Rich Brooks (1979, 1994)
- Chip Kelly (2009, 2010)
- Mario Cristobal (2019)

Pac-12 Bajnokság legjobbja
- LaMichael James (2011)
- Marcus Mariota (2014)
- CJ Verdell (2019
- Kayvon Thibodeaux (2020)

Pop Warner-trófea
- George Shaw (1954)

Morris-trófea
- Vince Goldsmith (1980)
- Gary Zimmerman (1983)
- Adam Snyder (2004)
- Haloti Ngata (2005)
- Nick Reed (2008)
- DeForest Buckner (2015)
- Tyrell Crosby (2017)
- Penei Sewell (2019)
- Kayvon Thibodeaux (2020)

### Heisman-trófea
Marcus Mariota volt a Ducks első játékosa, aki megkapta a Heisman-trófeát; a lehetséges pontok 90,92%-át (a valaha volt második legmagasabbat) kapta. Mariota visszautasította a médiakampányt; ezzel szemben Joey Harrington jelölésekor az egyetem a Times Square-en negyedmillió dollárért vásárolt plakáthelyet.
| Év   | Játékos           | Pozíció      | Pont | Megkapta? | Helyezés |
| ---- | ----------------- | ------------ | ---- | --------- | -------- |
| 1948 | Norm Van Brocklin | Quarterback  | 83   | Nem       | 6.       |
| 1954 | George Shaw       | Quarterback  | 182  | Nem       | 7.       |
| 2001 | Joey Harrington   | Quarterback  | 364  | Igen      | 4.       |
| 2007 | Dennis Dixon      | Quarterback  | 178  | Nem       | 5.       |
| 2010 | LaMichael James   | Running back | 916  | Igen      | 3.       |
| 2011 | LaMichael James   | Running back | 48   | Nem       | 10.      |
| 2012 | Kenjon Barner     | Running back | 42   | Nem       | 9.       |
| 2014 | Marcus Mariota    | Quarterback  | 2534 | Igen      | 1.       |
| 2023 | Bo Nix            | Quarterback  | 885  | Igen      | 3.       |

### College Football Hall of Fame
| Év | Név               | Pozíció           | Szezonok        |
| --- | ----------------- | ----------------- | --------------- |
| 1954 | Hugo Bezdek       | Edző              | 1906, 1913–1917 |
| 1966 | Norm Van Brocklin | Quarterback       | 1945–49         |
| 1969 | Johnny Kitzmiller | Halfback          | 1928–30         |
| 1969 | John Beckett      | Offensive lineman | 1913–16         |
| 1977 | Len Casanova      | Edző              | 1951–66         |
| 1986 | Mel Renfro        | Halfback          | 1961–63         |
| 1988 | John McKay*       | Halfback          | 1947–49         |
| 2007 | Ahmad Rashad      | Running back      | 1969–71         |
| 2014 | Mike Bellotti     | Edző              | 1995–2008       |
| 2023 | LaMichael James   | Running back      | 2009–11         |
| *John McKay 1947 és 1949 között a Ducks halfbackje, majd 1950 és 1958 között társedzője volt. A dicsőségcsarnokba a USC Trojans edzőjeként (1960–1975, négy nemzeti és kilenc konferenciabajnokság 16 szezon alatt) került be. |                   |                   |                 |

### Pro Football Hall of Fame
| Év   | Játékos           | Pozíció           | Szezon(ok) a Ducksnál | NFL-csapat(ok)      | NFL-ben töltött évek |
| ---- | ----------------- | ----------------- | --------------------- | ------------------- | -------------------- |
| 1971 | Norm Van Brocklin | Quarterback       | 1945–49               | Los Angeles Rams    | 1949–57              |
| 1971 | Norm Van Brocklin | Quarterback       | 1945–49               | Philadelphia Eagles | 1958–60              |
| 1978 | Tuffy Leemans     | Running back      | 1932                  | New York Giants     | 1936–43              |
| 1993 | Dan Fouts         | Quarterback       | 1970–72               | San Diego Chargers  | 1973–87              |
| 1996 | Mel Renfro        | Defensive back    | 1961–63               | Dallas Cowboys      | 1964–77              |
| 2000 | Dave Wilcox       | Linebacker        | 1962–63               | San Francisco 49ers | 1964–74              |
| 2008 | Gary Zimmerman    | Offensive lineman | 1980–83               | Minnesota Vikings   | 1986–92              |
| 2008 | Gary Zimmerman    | Offensive lineman | 1980–83               | Denver Broncos      | 1993–97              |

### All-America
Évente több szervezet is közzéteszi a szerinte ideális csapatot. Az NCAA öt ilyen listát (Associated Press, American Football Coaches Association, Football Writers Association of America, The Sporting News és Walter Camp Football Foundation) ismer el.
2023-ig negyven Ducks-játékos került fel valamely listára (tizenegyen mindegyikre).

## Eredmények

### Veretlen szezonok
| Év   | Edző         | Eredmény | Eredmény    |
| Év   | Edző         | Szezon   | Összesített |
| ---- | ------------ | -------- | ----------- |
| 1895 | Percy Benson | 4–0      | 4–0         |
| 1906 | Hugo Bezdek  | 5–0–1    | 5–0–1       |
| 1916 | Hugo Bezdek  | 6–0–1    | 7–0–1       |

### Bowl
Az alábbi listán a csapat 2010 óta játszott bowlmérkőzései szerepelnek.
2004 és 2016 között tizenegy egymást követő mérkőzésen játszottak, de a 2016-os szezont követően nem jutottak ki. 1989 és 2016 között 27 szezonból 23-ban vettek részt bowlon. Öt Bowl Championship Seriesen vettek részt, négyen egymást követő években.
| Szezon | Dátum              | Bowl           | Ellenfél                 | Eredmény |
| ------ | ------------------ | -------------- | ------------------------ | -------- |
| 2009   | 2010. január 1.    | Rose Bowl      | Ohio State Buckeyes      | 17–26    |
| 2010   | 2011. január 11.   | BCS            | Auburn Tigers            | 19–22    |
| 2011   | 2012. január 2.    | Rose Bowl      | Wisconsin Badgers        | 45–38    |
| 2012   | 2013. január 3.    | Fiesta Bowl    | Kansas State Wildcats    | 35–17    |
| 2013   | 2013. december 30. | Alamo Bowl     | Texas Longhorns          | 30–17    |
| 2014   | 2015. január 1.    | Rose Bowl      | Florida State Seminoles  | 59–20    |
| 2014   | 2015. január 12.   | CFP            | Ohio State Buckeyes      | 20–42    |
| 2015   | 2016. január 2.    | Alamo Bowl     | TCU Horned Frogs         | 41–47    |
| 2017   | 2017. december 17. | Las Vegas Bowl | Boise State Broncos      | 28–38    |
| 2018   | 2018. december 31. | Redbox Bowl    | Michigan State Spartans  | 7–6      |
| 2019   | 2020. január 1.    | Rose Bowl      | Wisconsin Badgers        | 28–27    |
| 2020   | 2021. január 2.    | Fiesta Bowl    | Iowa State Cyclones      | 17–34    |
| 2021   | 2021. december 29. | Alamo Bowl     | Oklahoma Sooners         | 32–47    |
| 2022   | 2022. december 28. | Holiday Bowl   | North Carolina Tar Heels | 28–27    |
| 2023   | 2024. január 1.    | Fiesta Bowl    | Liberty Flames           | 45–6     |

### College Football Playoff
| Év   | Csoport | Mérkőzés               | Kör      | Ellenfél                | Eredmény |
| ---- | ------- | ---------------------- | -------- | ----------------------- | -------- |
| 2014 | 2.      | Rose Bowl              | Elődöntő | Florida State Seminoles | 59–20    |
| 2014 | 2.      | CFP országos bajnokság | Döntő    | Ohio State Buckeyes     | 20–42    |

## Riválisok

### Oregon State Beavers
A két csapat közötti mérkőzéssorozatot kezdetben Oregon Classic, majd State Championship Game, 1920 és 2020 között pedig Civil War néven becézték. 1959 és 1961 között a mérkőzés a Platypus Trophyért folyt.

### Washington Huskies
Az 1900-ban indult mérkőzéssorozaton már a kezdetekben problémás volt a szurkolók viselkedése. 1994 és 2015 között a Ducks vezetett, de a következő évben a Huskies fordított.

### Northwest Championship
Az 1903-as szezonban indult mérkőzéssorozatban a Ducks a Washington Huskiesszal, a Washington State Cougarsszel és az Oregon State Beaversszel szemben is vezet.

### Saint Mary’s Gaels
1920 és 1935 között az Oregon Webfoots és a Saint Mary’s Gaels a San Franciscó-i Kezar Stadionban játszott; a győztesnek járó trófeát Kalifornia és Oregon államok kormányzói közösen adták át. A Gaels amerikaifutball-csapata a koreai háború miatt megszűnt.

## Sportlétesítmények

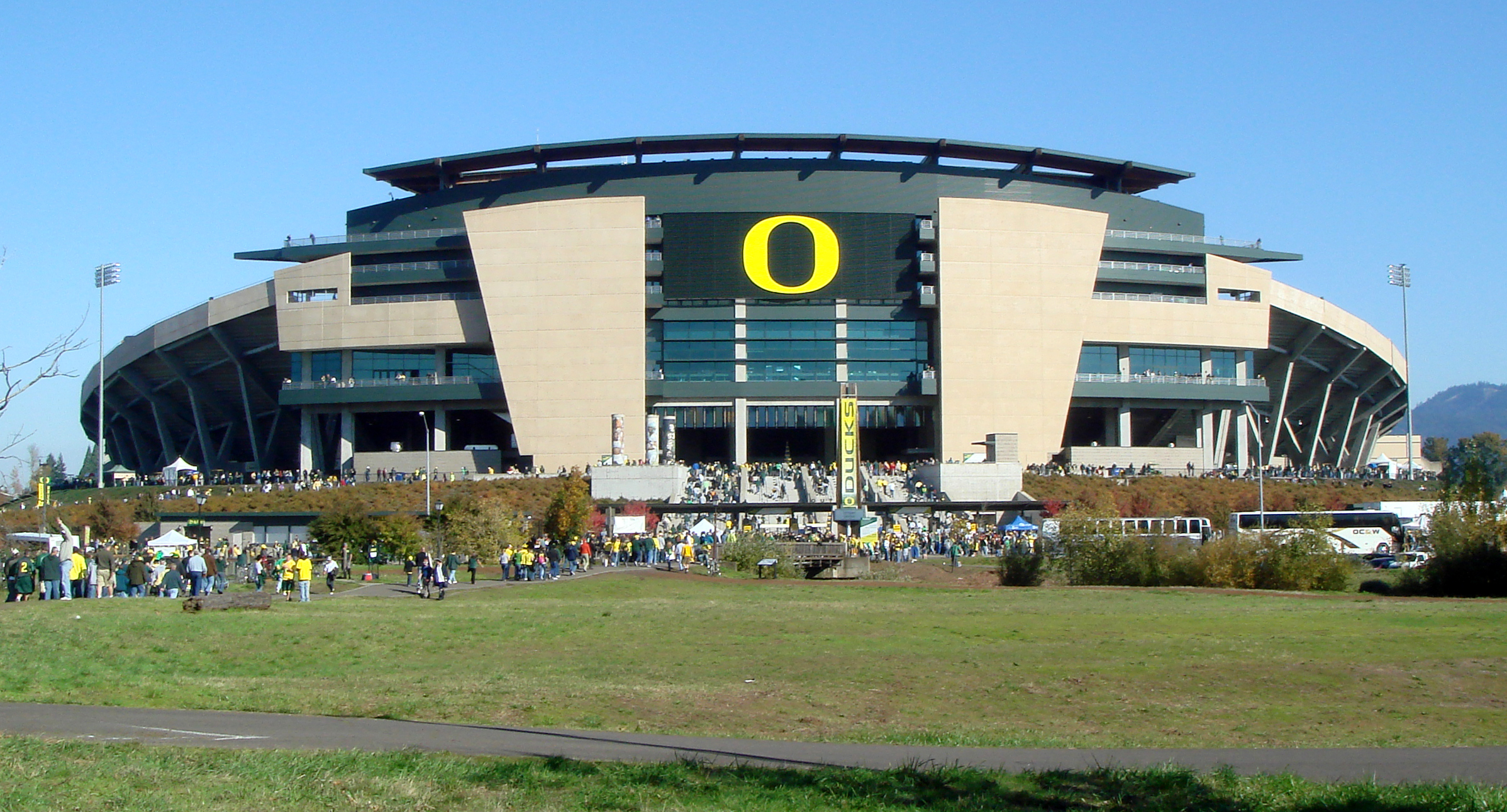
Autzen Stadion

Az amerikaifutball-csapat hazai stadionjai:
- Sportpálya (1894)
- Stewart Sportpálya (1894)
- Kincaid Sportpálya (1895–1918)
- Multnomah Stadion (1907–1970)
- Hayward Sportpálya (1919–1966)
- Autzen Stadion (1967–)

A legújabb létesítmény névadója Thomas J. Autzen portlandi üzletember, a rivális Oregoni Állami Egyetem egykori hallgatója. Halála után fia, Thomas E. Autzen az Autzen Alapítványon keresztül negyedmillió dollárt adományozott az intézménynek. A 2002-es bővítés óta a stadion hivatalos befogadóképessége 54 ezer fő, de állóhelyeivel több mint hatvanezer személyt tud befogadni; az átlagos nézőszám általában meghaladja az 59 ezer főt. Ez az egyik leghangosabb egyetemi amerikaifutball-stadion; 2007. október 27-én a USC Trojans elleni mérkőzésen az 59 277 résztvevő hangja elérte a 127,2 decibelt, amely az egyetemi amerikai futball történetében a negyedik legmagasabb.
A Moshofsky Sportközpont Ed Moshofsky, az egyetem szponzorának nevét viseli. Ez volt a Pacific-10 Conference első fedett pályás létesítménye; névadó ünnepsége 1998 augusztusában volt. A 14,6 millió dolláros létesítményben baseball-, és golfpályák, műfüves amerikaifutball-pálya és futókör is van. A softballmérkőzések idejére a pálya köré ketrecet engednek le. A lámpatestek és a felülvilágító ablakok lehetővé teszik a fényviszonyok változtatását.
A 2013-ban elkészült Hatfield–Dowlin Komplexumban a testnevelési tanszék irodái, étkező, toborzóiroda és gyakorlópályák kaptak helyet. A 68 millió dolláros beruházást Phil Knight, a Nike társalapítója és az egyetem egykori hallgatója finanszírozta.

## Mezek

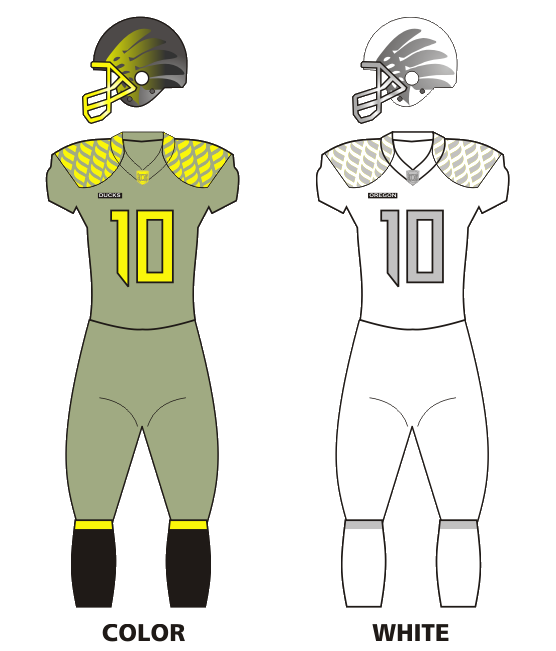
Katonai mintázatú mez

A csapat ruházata hetente változik, az új terveket általában kedvelik. A csapatmezek készítése 1965 óta a Nike joga; a tervezés Tinker Hatfield öregdiák feladata.
A 20. században a ruházat általában sárga sisakból, sárga nadrágból és zöld felsőből állt. A Jerry Frei-érában a sisakok zöldek voltak, de utódja, Dick Enright visszatért a korábbi színekhez. 1977-ben Rich Brooks alatt a sisak az egyetem logójával egészült ki, 1985-től pedig a felsők ujján megjelent Donald kacsa. Mike Bellotti eltávolíttatta a csíkozást és bevezette a nadrágok zöld változatát.
1999-ben a Nike teljesen áttervezte az öltözéket: a zöld sisakokon az egyetem új logója volt látható, a felsőkön pedig világossárga felirat volt. Ezzel megszűnt a standardizált öltözék, innentől kezdve általában három havonta újat mutattak be. A gyakori cserék és a ruhák fazonja az idősebb szurkolók nemtetszését váltotta ki, de a fiatalabbak (köztük a potenciális jövőbeli játékosok) kedvelték őket.
A 2005-ös szezonban kilenc különféle változatot, a 2006-osban még többet használtak: összesen 384 lehetséges kombinációt alkottak, ami a metálsárga alapon ezüst villámokat ábrázoló sisakkal 512-re bővült. Az új öltözék szárazon 28%-kal, nedvesen 34%-kal könnyebb, a gyémántbevonatú varrás miatt pedig tartósabb is. 2007. október 20-án fehér, 2008-ban fekete sisakot viseltek.
2009-ben a legelső sisakvariánst viselték, majd az évben később az eredeti zöld felsőt az új logóval átalakítva. 2009 és 2011 között az egyszerűbb, fekete szín-összeállítású, „Bellotti-félkövér” betűtípusú ruhát, 2012-ben pedig a krómdíszítésű sisakot viselték.
2013-ban a mellrákszűrés fontosságára emlékeztetve rózsaszínű sisakot és ruhát viseltek, majd a sisakok árverezéséből befolyt összeget a Kay Yow Rákalapnak adományozták.

## Fordítás
- Ez a szócikk részben vagy egészben  az   Oregon Ducks football című angol Wikipédia-szócikk ezen változatának fordításán alapul.  Az eredeti cikk szerkesztőit annak laptörténete sorolja fel. Ez a jelzés csupán a megfogalmazás eredetét és a szerzői jogokat jelzi, nem szolgál a cikkben szereplő információk forrásmegjelöléseként.